# Donovan Pines
Donovan Pines (Columbia, 1998. március 7. –) amerikai válogatott labdarúgó, a DC United hátvédje.

## Pályafutása

### Klubcsapatokban
Pines a marylandi Columbiában született. Az ifjúsági pályafutását a DC United akadémiájánál folytatta.
2019-ben mutatkozott be a DC United első osztályban szereplő felnőtt keretében. A 2019–es szezon nagy részében a Loudoun United csapatát erősítette kölcsönben. Először a 2019. április 14-ei, Colorado Rapids ellen 3–2-re megnyert mérkőzésen lépett pályára. Első gólját 2020. október 15-én, a Philadelphia Union ellen 2–2-es döntetlennel zárult találkozón szerezte meg.

### A válogatottban
Pines az U19-es és az U23-as korosztályú válogatottakban is képviselte Amerikát.
2021-ben debütált a felnőtt válogatottban. Először a 2021. július 16-ai, Martinique ellen 6–1-re megnyert Aranykupa-mérkőzés 79. percében, Walker Zimmermant váltva lépett pályára.

## Statisztikák
2023. június 25. szerint
| Klub                        | Szezon   | Osztály          | Bajnokság | Bajnokság | Kupa  | Kupa | Nemzetközi | Nemzetközi | Összesen | Összesen |
| Klub                        | Szezon   | Osztály          | Meccs     | Gól       | Meccs | Gól  | Meccs      | Gól        | Meccs    | Gól      |
| --------------------------- | -------- | ---------------- | --------- | --------- | ----- | ---- | ---------- | ---------- | -------- | -------- |
| Loudoun United (kölcsönben) | 2019     | USL Championship | 6         | 0         | 0     | 0    | —          | —          | 6        | 0        |
| DC United                   | 2019     | MLS              | 10        | 0         | 0     | 0    | —          | —          | 10       | 0        |
| DC United                   | 2020     | MLS              | 16        | 3         | 0     | 0    | —          | —          | 16       | 3        |
| DC United                   | 2021     | MLS              | 18        | 0         | 0     | 0    | —          | —          | 18       | 0        |
| DC United                   | 2022     | MLS              | 21        | 0         | 2     | 0    | —          | —          | 23       | 0        |
| DC United                   | 2023     | MLS              | 15        | 3         | 1     | 0    | —          | —          | 16       | 3        |
| DC United                   | Összesen | Összesen         | 80        | 6         | 3     | 0    | 0          | 0          | 83       | 6        |
| Összesen                    | Összesen | Összesen         | 86        | 6         | 3     | 0    | 0          | 0          | 89       | 6        |

### A válogatottban
| Válogatott       | Év       | Pályára lépés | Gól |
| ---------------- | -------- | ------------- | --- |
| Egyesült Államok | 2021     | 2             | 0   |
| Összesen         | Összesen | 2             | 0   |

## Sikerei, díjai
Amerikai válogatott
- CONCACAF-aranykupa
  - Győztes (1): 2021